# Emil Spasov
Emil Spasov (in bulgaro Емил Спасов?; Sofia, 1º febbraio 1956) è un ex calciatore bulgaro, di ruolo centrocampista.

## Carriera

### Nazionale
Il 12 novembre 1975 debutta in Nazionale contro la Spagna (1-1). Non è convocato per quasi tre anni, quindi riprende a giocare regolarmente per la Bulgaria fino al 1985.

## Palmarès

### Club
- Campionato bulgaro: 6

Levski Sofia: 1973-1974, 1976-1977, 1978-1979, 1983-1984, 1984-1985, 1988-1989
- Coppa di Bulgaria: 4

Levski Sofia: 1975-1976, 1976-1977, 1978-1979, 1983-1984
- Campionato cipriota: 1

Omonia: 1988-1989

### Individuale
- Capocannoniere del campionato bulgaro: 1

1983-1984 (19 gol, a pari merito con Eduard Eranosyan)